# Estigmene pamphilia
Estigmene pamphilia är en fjärilsart som beskrevs av Sergius G. Kiriakoff 1958. Estigmene pamphilia ingår i släktet Estigmene och familjen björnspinnare. Inga underarter finns listade i Catalogue of Life.